# 上奥基耶波
上奥基耶波（義大利語：Occhieppo Superiore），是意大利比耶拉省的一个市镇。总面积5平方公里，人口2874人，人口密度574.8人/平方公里（2009年）。ISTAT代码为096041。